# Nghi Thuận
Nghi Thuận là một xã cũ thuộc huyện Nghi Lộc, tỉnh Nghệ An, Việt Nam.
Xã có diện tích 8,65 km², Dân số năm 1999 là 5.794 người, mật độ dân số đạt 670 người/km².
Từ xa xưa trên địa bàn xã này có tuyến kênh Nhà Lê nối từ  kinh đô Hoa Lư đến Đèo Ngang đi qua, là tuyến đường thủy đầu tiên trong lịch sử Việt Nam và được coi là tuyến đường Hồ Chí Minh trên sông vì những đóng góp cho các cuộc chiến tranh của người Việt (hiện là một đoạn của sông Cấm theo tên gọi địa phương).